# Lehina apicalis
Lehina apicalis är en insektsart som först beskrevs av Gustaf Emanuel Haglund 1899.  Lehina apicalis ingår i släktet Lehina och familjen spottstritar. Inga underarter finns listade i Catalogue of Life.